# Моряк номер 7
«Моряк номер 7» (кит. трад. 海員七號, пиньинь Hǎi Yuán Qī Hào, англ. Seaman No. 7) — гонконгский фильм режиссёра Ло Вэя, вышедший в 1973 году.

## Сюжет
Молодой моряк Ван Хайлун, полагая, что убил оппонента в драке, пробирается на корабль, направляющийся в Кобе. Схваченный контрабандистами на борту по прибытии, Хайлун соглашается доставить для них письмо. Зная, что он хороший боец, шайка пытается завербовать парня, но тот отказывается. Ему удаётся ускользнуть из их лап и связаться с кузеном Ли, у которого получает убежище.
Тем временем Хайлун спасает молодую девушку по имени Као от нескольких пижонов. Вскоре оба привязываются друг к другу. Као, впрочем, оказывается единственной дочерью инспектора полиции.
Золотоволосый, главарь банды контрабандистов, считает, что Хайлун, находясь в компании дочери инспектора, представляет угрозу для их деятельности. Он и его банда намереваются убить Хайлуна.
Неспособные напасть на след моряка, Золотоволосый и его банда убивают Ли и Сяо Фэн, являющуюся дочерью домовладельца, у которого остановился Хайлун.
Узнав о случившемся, Хайлун клянётся отомстить. Ему и Чао, жениху Сяо Фэн, удаётся найти логово Золотоволосого. Когда Чао идёт за полицией, Хайлун вторгается в укрытие врага. В решающей схватке Хайлун убивает Золотоволосого, и в это же время прибывает полиция для ареста оставшихся членов банды.

## В ролях
| Актёр            | Роль                  |
| ---------------- | --------------------- |
| Джимми Ван Юй    | Ван Хайлун            |
| Мария И          | Сяо Фэн               |
| Джеймс Тянь      | Золотоволосый         |
| Марико Цзюнь     |                       |
| Тянь Фэн         | дядя Тянь             |
| Ли Куань         | Сяо Ли                |
| Ло Вэй           | хозяин магазина       |
| Хань Инцзе       | бандит №3             |
| Цзинь Шань       | Чао Шихуа / Чао Сыхуа |
| Гэ Сянтин        | старик в баре         |
| Масафуми Судзуки |                       |
| Лу Цунь          | бандит                |
| Чинь Ютсан       | бандит                |
| Ли Тяньин        | бандит                |
| Лам Чинъин       | бандит                |
| Шан Гуаньлян     | друг Луна в баре      |
| Ма Вэньцзюнь     | полицейский           |